# Josip Glasnović
Josip Glasnović  (Zagreb, 7. svibnja 1983.) hrvatski je streljač koji se natječe u individualnom i timskom trapu. Državni je rekorder u trapu i parnom trapu. Bio je #1 na ISSF svjetskoj rang ljestvici u trapu.
Osvojio je zlatnu medalju u timskom trapu na Europskom prvenstvu u Larnaci 2012. godine, a u finalu trapa na Olimpijskim igrama 2008. u Pekingu završio je natjecanje na 5. mjestu.
Na Olimpijskim igrama 2016. ostvario je uspjeh karijere osvojivši zlatnu medalju nakon raspucavanja s Talijanom Giovannijem Pellielom.
Njegov brat Anton također se bavi streljaštvom te je osvajao medalje na svjetskoj razini. Obitelj Glasnović podrijetlom je iz Janjeva, stare dubrovačke kolonije na Kosovu.
Na ISSF Svjetskom kupu u Al Ainu (UAE) u travnju 2019. u kvalifikacijama je izjednačio svjetski rekord od 125 pogođenih meta te u finale ušao kao prvi.

## Vanjske poveznice
- Profil, Glasnovićev profil na službenoj stranici ISSF-a